# Quad Flat Package

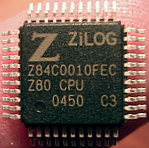
Un Z80 en format QFP de 44 pins (variant LQFP).

Un encapsulat  Quad Flat Package  ( QFP  o  encapsulat quadrat pla ) és un tipus d'encapsulat de circuit integrat per muntatge superficial amb els connectors de components estenent-se pels quatre costats. Els pins es numeren en sentit contrari a les agulles del rellotge a partir del punt guia.
QFP utilitza habitualment de 44-200 pins, amb una separació entre ells de 0,4 a 1 mm. Això és una millora respecte de l'encapsulat Small-Outline Integrated Circuit (SOP o SOIC), ja que permet una major densitat de pins i utilitza les quatre cares del xip (en lloc de només dues). Per a un nombre de pins més s'utilitza la tècnica Ball grid array (BGA) que permet utilitzar tota la superfície inferior.
L'antecessor directe de QFP és Plastic leaded xip carrier (PLCC), que utilitza una distància entre pins gran 1.27 mm (50 mil·lèsimes de polzada, de vegades abreujada  mil ) i una major alçada de l'encapsulat.
Les sigles  QFP  també poden fer referència a la tecnologia de lògica digital Quantum Flux Parametron.

## Variants

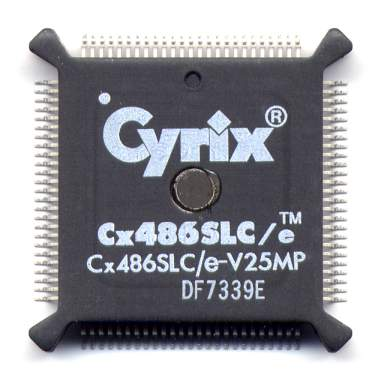
Microprocessador Cyrix Cx486SLC a Bumpered Quad Flat Package

Encara que la base de tots és un rectangle (o quadrat) plànol amb els pins per tots els costats, s'utilitzen múltiples variants. Les diferències són normalment en nombre de pins, espaiat entre ells, dimensions i material usat (normalment per millorar les Dimensions tèrmiques). Una variant clara és el Bumpered Quad Flat Package (BQFP) que presenta uns sortints a les cantonades del cos de l'encapsulat que protegeixen els pins contra danys mecànics abans de la seva soldadura.
- BQFP: Bumpered Quad Flat Package
- BQFPH: Bumpered Quad Flat Package with Heat spreader
- CQFP: Ceramic Quad Flat Package
- FQFP: Fine Pitch Quad Flat Package
- HQFP: Heat sink QFP
- LQFP: Low-profile Quad Flat Package
- MQFP: Metric Quad Flat Package
- PQFP: Plastic Quad Flat Package
- SQFP: Small Quad Flat Package
- TQFP: Thin Quad Flat Package
- VQFP: Very small Quad Flat Package
- VTQFP: Very Thin Quad Flat Package